# Eden Reeder Latta
Eden Reeder Latta, född 24 mars 1839 i Haw Patch, Indiana, död 21 december 1915 i Guttenberg, Iowa, var en amerikansk sångförfattare.

## Sånger
- Jesus, du, som blodet har gjutit (nr 228 i SMF, 1920)
- Vitare än snö (kören till sången Säg mig hur mitt hjärta blir rent)